# Victor Adamson
Pour les articles homonymes, voir Adamson.
Victor Adamson (alias Denver Dixon, alias Art James) est un réalisateur et acteur américain, né le 4 janvier 1890 à Auckland (Nouvelle-Zélande) et mort le 9 novembre 1972 à Los Angeles (Californie).

## Filmographie

### Comme réalisateur
- 1922 : The Lone Rider (crédité comme Denver Dixon)
- 1924 : Pioneer's Gold (crédité comme Denver Dixon)
- 1924 : Ace of Cactus Range (en) (crédité comme Denver Dixon)
- 1927 : Compassion
- 1930 : Sagebrush Politics (en)
- 1933 : Circle Canyon (en)
- 1933 : The Fighting Cowboy (en) (crédité comme Denver Dixon)
- 1933 : Lightning Range (en) (crédité comme Denver Dixon)
- 1934 : Lightning Bill
- 1934 : Range Riders
- 1934 : Rawhide Romance (crédité comme Denver Dixon)
- 1934 : The Boss Cowboy (en)
- 1935 : Desert Mesa (en) (crédité comme Art James)

### Comme acteur
- 1946 : Cœur de gosses (Rolling Home) de William Berke
- 1947 : Embrassons-nous (I Wonder Who's Kissing Her Now) de Lloyd Bacon
- 1952 : Deux Nigauds en Alaska (Lost in Alaska) de Jean Yarbrough
- 1952 : The Story of Will Rogers de Michael Curtiz
- 1953 : La Dernière Chevauchée (The Last Posse) d'Alfred L. Werker